# Ogrzewanie
Ogrzewanie – dostarczanie energii termicznej do ciała, pomieszczenia, w celu podniesienia lub utrzymania jego temperatury.
Artykuł ten omawia ogrzewanie w kontekście wszelkiego rodzaju pomieszczeń, budowli i budynków, gdyż takie jest najczęstsze stosowanie tego wyrażenia. Ogrzewanie może dotyczyć również:
- samochodu (patrz też niżej: grzejniki nadmuchowe)
- tafli boiska (patrz też niżej: ogrzewanie podłogowe)
- i innych.

Ogrzewanie jest szeroko rozumianym pojęciem, związanym z zapewnieniem odpowiednich warunków temperaturowych, zależnie od charakteru pomieszczenia i z uwzględnieniem zmian potrzeb klimatycznych w różnych okresach (czasowych lub funkcjonalnych).

## Dostarczanie ciepła do pomieszczeń
Treść tej sekcji może nie być zgodna z zasadami neutralnego punktu widzenia.
Dokładniejsze informacje o tym, co należy poprawić, być może znajdują się w dyskusji tej sekcji.
 Po wyeliminowaniu niedoskonałości należy usunąć szablon {{Dopracować}} z tej sekcji.
Istnieje wiele metod dostarczania ciepła do pomieszczenia. Konkretne rozwiązanie warunkują: rodzaj pomieszczenia (np. pokój dzienny, garaż, łazienka), czas przebywania w nim ludzi (np. cała noc, chwilowo), możliwości techniczne (czyli dostępne źródła energii) i uwarunkowania finansowe.
Ze względu na scentralizowanie wytwarzania ciepła w ogrzewaniu budynków układy dzieli się:
- Miejscowe wytwarzanie ciepła.
- Centralne wytwarzanie ciepła, zwane centralnym ogrzewaniem:
  - Systemy ciepłownicze (ciepło systemowe) – ciepło wytwarzane w dużym obiekcie rozprowadzane systemem rurociągów z gorącą wodą, zaopatruje wiele budynków. Ciepło jest wytwarzane w ciepłowni lub elektrociepłowni.
  - Lokalne ciepłownie – ciepłownia zaopatruje jeden duży budynek lub kilka położonych w niewielkiej odległości.
  - Indywidualne źródła ciepła – źródło ciepła zaopatruje jeden budynek lub jeden lokal w budynku wielorodzinnym.
  - Ogrzewanie miejscowe – ciepło wytwarzane jest miejscu gdzie jest wykorzystywane.

### Miejscowe wytwarzanie ciepła

#### Grzejniki gazowe
Grzejniki gazowe czerpią energię z gazu. Stosowane są rzadko.
Wady i zalety:
- Znikome zanieczyszczenie powietrza na zewnątrz budynku.
- Dosyć wysoki koszt ogrzewania (ale niższy niż elektryczne).
- Konieczność zapewnienia ciągu kominowego spalinowego.
- Wysoki komfort użytkowania.
- Możliwość szybkiego włączenia lub wyłączenia o dowolnej porze.

##### Grzejniki gazowe metalowe (żeliwne, lub z innego metalu)
Wady i zalety:
- Silne nagrzewanie się powierzchni grzejnika (możliwość poparzenia).
- Szybkie stygnięcie po zgaszeniu gazu.
- Szybkie nagrzewanie się pomieszczeń.
- Nierówna temperatura w pomieszczeniu (przy grzejniku upał, z dala – chłód).

##### Grzejniki gazowe akumulacyjne
Może to być piec kaflowy, wyposażony w palnik gazowy zamiast spalania węgla. Istnieją także grzejniki żeliwne wyposażone w cegłę szamotową, która zapewnia właściwości akumulacyjne.
Wady i zalety:
- Powolne nagrzewanie się pomieszczeń.
- Równomierna temperatura w pomieszczeniu.
- Długie utrzymywanie ciepła.

### Centralne ogrzewanie

Schemat lokalnego centralnego ogrzewania z obiegiem grawitacyjnym z górnym rozprowadzeniem

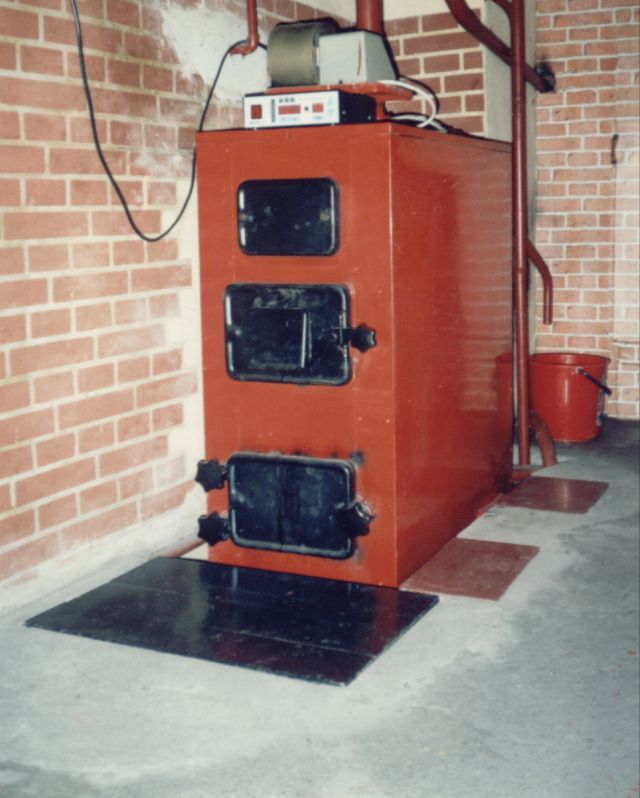
Węglowy kocioł centralnego ogrzewania

We współczesnym rozumieniu centralne ogrzewanie to dostarczenie ciepła do elementów grzejnych znajdujących się w ogrzewanych pomieszczeniach za pomocą gorącego płynu, najczęściej wody. Jednak zakres tego pojęcia jest szerszy – jest to dystrybucja ciepła po budowli, uzyskanego z przetworzenia paliwa w jednym, specjalnie przeznaczonym do tego pomieszczeniu, kotłowni, w tym przypadku piec nazywany jest kotłem centralnego ogrzewania, a elementy przekazujące ciepło w pomieszczeniach to grzejniki (potocznie kaloryfery). Do rozprowadzania ciepła wykorzystuje się wodę, parę wodną lub powietrze.
W instalacjach obejmujących jeden budynek woda może krążyć w wyniku zmian gęstości przy zmianach temperatury (CO grawitacyjne) lub jej przepływ jest wymuszany pompą. W większych instalacjach stosuje się wyłącznie systemy z wymuszonym obiegiem. Z uwagi na to, iż ogrzewanie grawitacyjne wymaga zastosowania rur o większej średnicy i większej powierzchni grzejników (znacznie mniejszy przepływ czynnika grzewczego przez grzejniki), obecnie prawie w ogóle nie jest stosowane. Także w małych budynkach (np. domach jednorodzinnych) stosuje się obieg wymuszony.

### Rodzaje grzejników

#### Grzejniki konwekcyjne
Grzejniki konwekcyjne ogrzewają pomieszczenie w wyniku przepływu powietrza wewnątrz radiatora grzejnika, w wyniku czego następuje jego ogrzanie. Przepływ może być grawitacyjny (wówczas powietrze przepływa w sposób naturalny, co wynika z różnicy gęstości powietrza spowodowanej różnicą jego temperatury) lub wymuszony (przepływ powietrza wymusza wentylator). Grzejniki zasilane są prądem elektrycznym lub wodą. Woda dostarczana jest instalacją centralnego ogrzewania (CO).
Wady i zalety:
- „mieszanie” powietrza w pomieszczeniu
- relatywnie średnia prędkość nagrzewania pomieszczenia
- łatwość regulacji temperatury
- stabilność w utrzymaniu temperatury w pomieszczeniu
- mniejsza powierzchnia grzejnika w stosunku do grzejników radiacyjnych
- (wada) większe nierównomierności w ogrzewaniu powietrza, ciepłe powietrze unosi się do góry

#### Grzejniki radiatorowe
Grzejniki radiatorowe są obecnie wypierane przez grzejniki konwekcyjne. Powietrze przepływa na zewnątrz radiatora. Radiator ma rozwiniętą powierzchnię zewnętrzną, wykonywaną przez wyprofilowanie, wytłoczenie lub przyspawanie pasów blachy do rury w której płynie czynnik grzejący.
Wady i zalety, porównanie z konwekcyjnymi:
- zajmują większą powierzchnię ściany
- pomieszczenie jest ogrzane równomierniej
- łatwiej uzyskać wyższe temperatury w dolnej części pomieszczenia
- słabo wymuszają obieg powietrza w pomieszczeniu
- większa część ciepła jest odprowadzana przez promieniowanie cieplne

#### Promienniki energii cieplnej
Promienniki energii cieplnej Bardzo cenione jako źródło ciepła w wysokich pomieszczeniach z uwagi na bezpośrednie ogrzewanie ciał stałych przez promieniowanie podczerwone, a nie przez powietrze, które dopiero wtórnie jest ogrzewane przez ciała stałe, dzięki czemu ciepło ukierunkowane jest do dolnej partii wysokiego obiektu. Systemy grzewcze oparte na promiennikach charakteryzują się minimalną bezwładnością, szczególnie oparte na promiennikach gazowych i elektrycznych.
Promienniki obecnie należą do najchętniej stosowanych urządzeń grzewczych stosowanych w dużych obiektach przemysłowych, logistycznych i sportowych.
Wady i zalety:
Zalety:
- niższe koszty eksploatacji systemu przy tym samym komforcie cieplnym
- możliwość stosowania pełnej automatyki sterującej
- układ zdecentralizowany przy większych obiektach
- możliwość ogrzewania strefowego
- kontrola komfortu termicznego całej powierzchni ogrzewanej

Wady:
- zależne od rodzaju promienników (gazowe, elektryczne, wodne)

#### Grzejniki nadmuchowe
Grzejnik nadmuchowy jest połączeniem grzejnika konwektorowego z wentylatorem napędzanym energią elektryczną. Źródłem energii cieplnej jest najczęściej prąd elektryczny (sporadycznie woda, zasadniczo stosowana w samochodach). W ostatnich latach ciepło wytwarzane jest w nowoczesnych kominkach.
Wady i zalety:
- szybkie nagrzewanie pomieszczeń (intensywne mieszanie powietrza),
- występowanie szybkiego ruchu powietrza,
- hałas generowany przez wentylator,
- trudność w stabilizacji temperatury (??),
- możliwość kierunkowego ogrzewania (skierowania strumienia powietrza),
- zimny nawiew (jako inne zastosowanie).
- małe wymiary,
- możliwość umieszczenia z dala od miejsca, które ma być ogrzewane
- wysokie koszty eksploatacji
- szybki spadek temperatury po zakończeniu eksploatacji

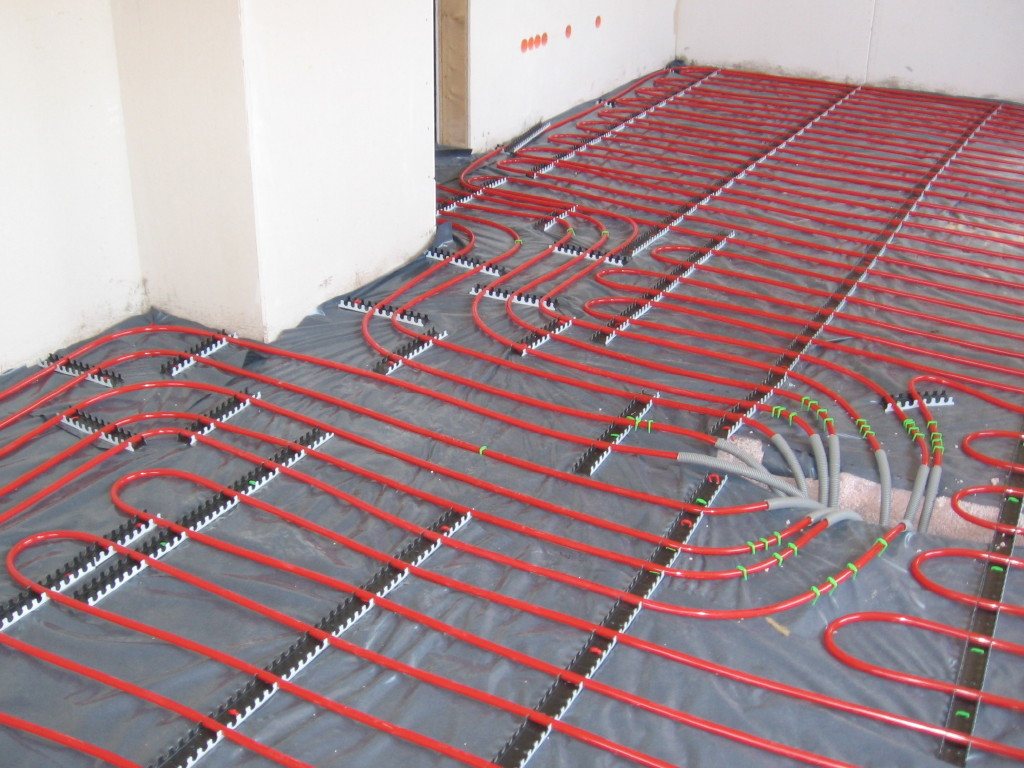
Ogrzewanie podłogowe

#### Ogrzewanie podłogowe
Cechą charakterystyczną ogrzewania podłogowego jest sposób emisji ciepła – jest ono dostarczane całą powierzchnią podłogi poprzez promieniowanie, co zapobiega powstawaniu gorących warstw powietrza w górnej części pomieszczenia. Ogrzewanie podłogowe zapewnia profil temperatury w pomieszczeniu najbardziej zbliżony do teoretycznego profilu idealnego, ponieważ oddaje ciepło przez promieniowanie i nie wywołuje konwekcji.
Ogrzewanie wykonuje się jako elektryczne lub wodne. Najczęściej stosowane jest w łazienkach, choć w nowych budynkach coraz częściej jest stosowane na całej powierzchni użytkowej. W ogrzewaniu podłogowym wodnym, woda dostarczana jest instalacją centralnego ogrzewania (CO), przy czym konieczne jest zastosowanie mieszacza do obniżenia temperatury wody w stosunku do temperatury lub (co stosuje się częściej) niskotemperaturowego źródła ciepła, takiego jak pompa ciepła albo kocioł kondensacyjny.
Zalety:
- równomierny rozkład pionowy temperatur w pomieszczeniu
- ciepła („przyjemna”) podłoga
- brak widocznych elementów ogrzewania (np. grzejników)
- akumulacyjność cieplna.

Wady:
- konieczność zniszczenia istniejącej podłogi (przy montażu w użytkowanym budynku)
- ograniczenia sposobu wykonania podłogi i jej nakrycia – należy unikać materiałów izolujących (np. parkiet, deski na legarach, grube wykładziny i dywany).

#### Grzejnik podtynkowy

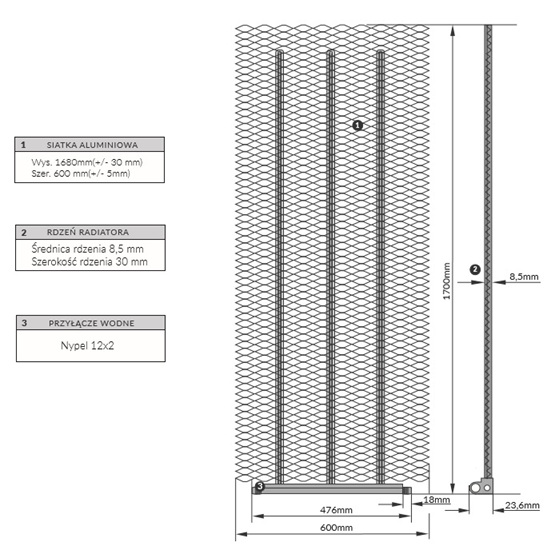
Grzejnik podtynkowy 3THERMO

Grzejnik podtynkowy jest konstrukcyjnym rozwiązaniem usprawniającym realizację idei ogrzewania ściennego, czyli najlepszej formy systemów płaszczyznowych. Nie wprowadza wody pod tynk, pomimo iż należy do rodziny układów wodnych. Zastosowana technologia wymiany ciepła na poziomie wodno–gazowym wykorzystuje w najwyższym stopniu zdolności dyfuzyjne stanu gazowego, zdolność akumulacji ciepła ciał stałych i łatwości transportu energii cieplnej w układzie poziomym za pomocą wody. Dzięki odseparowanemu układowi wodnemu od części grzewczej eliminuje wszystkie dotychczasowe wady rozwiązań ściennych, szczególnie w zakresie bezpieczeństwa (system dry-wall) i szybkości montażu. Zapobiega powstawaniu skurczy w tynku wywołanych podniesioną temperaturą, a z uwagi na swą unikalną cienką konstrukcję (8,5 mm) i ażurową budowę stanowi naturalne wzmocnienie dla tynku.
Zalety:
- idealny rozkład temperatur, najwyższy komfort grzewczy
- możliwość stosowania w miejscu gdzie powstają realne straty ciepła (w przegrodach zewnętrznych)
- wysoka energooszczędność
- bardzo duża efektywność
- praca u układzie nisko i wysokotemperaturowym
- system dry-wall, uniemożliwiający zalanie pomieszczenia
- brak elektrostatyki, przyciągania kurzu
- prosty i szybki montaż (czas montażu max 5 min)
- możliwość montażu pod płytą gipsowo-kartonową
- niskie opory hydrauliczne
- mały zład wodny (pojemność grzejnika to 31ml)
- brak widocznych części systemu (gołe ściany)
- brak wymogów co do stosowanych tynków
- cicha, praktycznie niesłyszalna praca
- prozdrowotny wpływ promieniowania cieplnego
- brak unoszenia kurzu i alergenów
- bezobsługowość i samoregulacja
- kompatybilność z różnymi rodzajami zasilania niskotemperaturowego OZE (pompa ciepła itp.) średniego (piece akumulacyjne) i wysokotemperaturowego (piece na paliwa stałe, ciepliki itp.)
- brak części ruchomych, brak korozji, bezawaryjność
- produkt ekologiczny, ulega pełnemu recyklingowi

Wady:
- stosunkowo trudny demontaż w przypadku uszkodzenia mechanicznego

## Tradycyjne źródła energii cieplnej

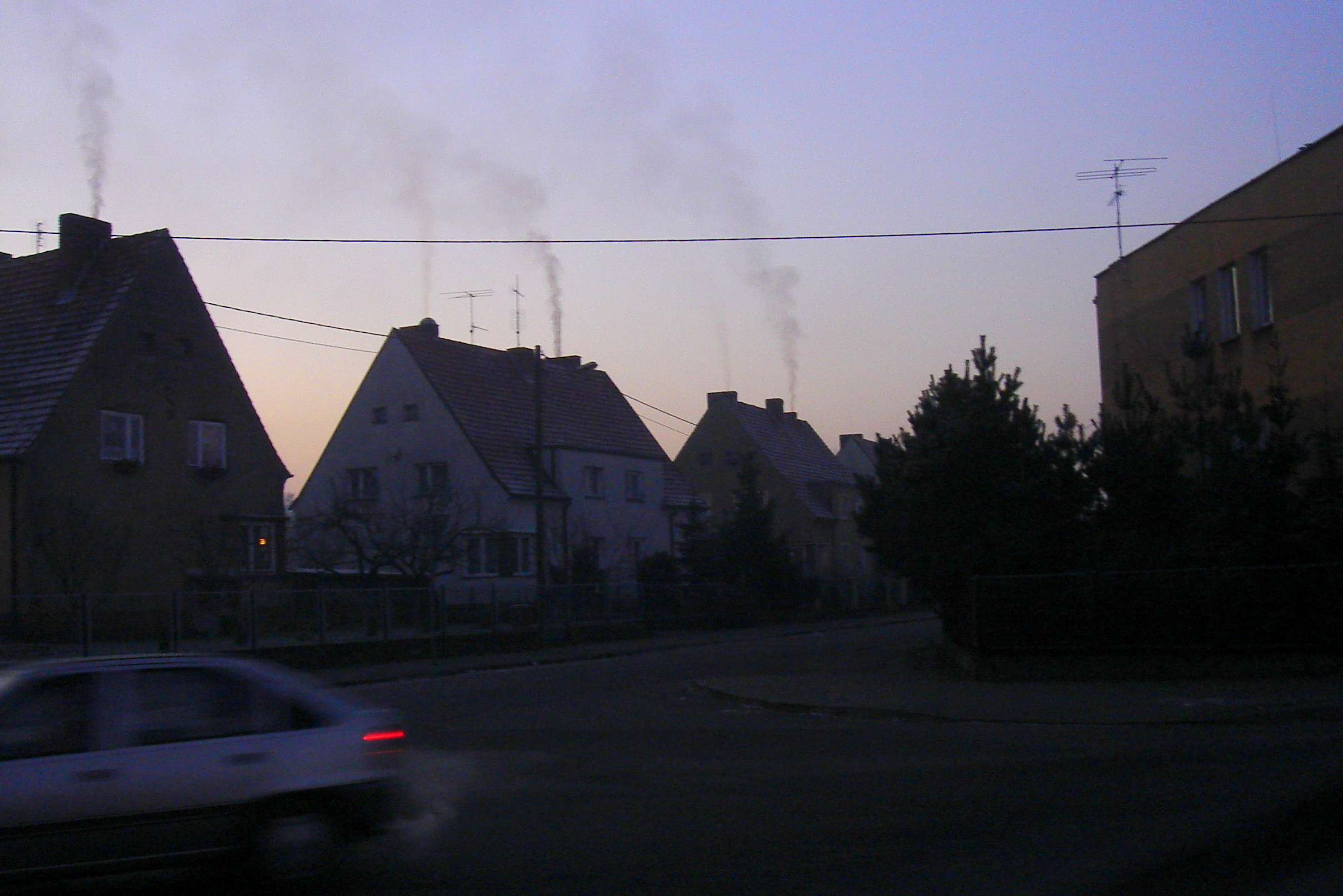
Domy opalane paliwami stałymi

Jako tradycyjne źródła energii cieplnej przyjmuje się takie metody postępowania, w których nie jest brane pod uwagę ewentualne negatywne oddziaływanie na środowisko.

### Ciepło z elektrociepłowni
Ciepło z elektrociepłowni do budynku dostarczane jest rurociągami w postaci gorącej wody. Woda ta nie jest stosowana bezpośrednio do ogrzewania, lecz jej energia cieplna przekazywana jest do wewnętrznego obiegu grzewczego centralnego ogrzewania w wymienniku ciepła. Dawniej powszechnie stosowano do przesyłu magistrale słabo izolowane, co powodowało duże straty ciepła, a wykonanie instalacji przesyłowej wymagało wysokich nakładów. Obecnie stosowane są powszechnie rury preizolowane, które ograniczają straty ciepła i ułatwiają montaż.
Wady i zalety
- ciepło jest częściowo odpadem przy produkcji energii elektrycznej,
- są bezobsługowe,
- rozliczanie zużycia energii wymaga stosowania liczników energii cieplnej,
- w przypadku niewielkiej ilości przesyłanej energii wysoki koszt sieci przesyłowej,
- niski koszt energii,
- niski poziom emisji zanieczyszczeń,
- niedostępność na żądanie w okresie przejściowym (do momentu włączenia wymiennika ciepła) lub niepotrzebne ogrzewanie przy ciepłej pogodzie (wiosną), przy braku regulacji wewnętrznej, prowadzące do przegrzewania pomieszczeń i marnotrawstwa energii,
- rozwiązanie nie wszędzie dostępne.

### Ogrzewanie spalinowe
Ogrzewanie spalinowe polega na dostarczaniu ciepła uzyskanego w wyniku procesu spalania materiału zwanego paliwem. W tradycyjnych układach są to:
- materiały stałe:
  - węgiel i jego pochodne (zobacz też: węgiel kamienny, węgiel brunatny, koks)
  - inne materiały palne (drewno, papier, odpady gospodarcze itp.)
- materiały gazowe:
  - gaz miejski
  - gaz ziemny
  - mieszanka gazów: propanu i butanu,
- materiały ciekłe:
- ropa naftowa lub olej opałowy.

#### Piec opalany węglem – izbowy
Piec węglowy w wykonaniu tradycyjnym – tzw. piec izbowy, pozostaje w wielu gospodarstwach domowych głównym źródłem energii cieplnej. Jest kłopotliwy w eksploatacji, ponieważ:
- wymaga dostarczenia ciężkiego paliwa (często po schodach),
- wymaga nadzoru podczas palenia i wygaszania,
- po rozgrzaniu emituje dużo ciepła, które po zgaszeniu paleniska stopniowo się zmniejsza. Po wieczornym „napaleniu” rano w pomieszczeniu jest już zimno. Piec taki zabudowany w kuchni służy jednocześnie do przygotowywania potraw. Budową tradycyjnych pieców zajmuje się zdun.

Niekiedy do dawnych pieców zamiast palenisk węglowych montuje się palniki gazowe. Znacznie zwiększa to komfort eksploatacji (eliminuje konieczność noszenia ciężkiego paliwa, nadzoru podczas palenia i wygaszania, zapewnia możliwość ponownego zapalenia w każdej chwili, znacznie zmniejsza zanieczyszczenie powietrza, zapewnia łatwą regulację). Także możliwy jest montaż w takich piecach specjalnych grzałek elektrycznych (ich moc na ogół wymaga zasilania trójfazowego). Zapewnia to wysoki komfort (możliwe jest zastosowanie zegara sterującego, włączania na określony czas, często po taryfie nocnej, możliwa jest regulacja – zwykle 3-stopniowa), chociaż piec rozgrzewa się wolniej niż opalany węglem czy (tym bardziej) gazem.

#### Kocioł centralnego ogrzewania opalany węglem
Kocioł węglowy centralnego ogrzewania jest również kłopotliwy w eksploatacji (ze względu na charakter materiału), ale posiada możliwość instalacji pewnych systemów automatyki. Dodatkową zaletą jest możliwość pracy ciągłej oraz kumulacja energii w zbiorniku wodnym (który może posiadać alternatywną metodę podgrzewania – np. elektryczną). System ten łatwo można przystosować do nowoczesnych metod opalania materiałami niewęglowymi. Kocioł centralnego ogrzewania instaluje się w kotłowni.
Wady i zalety:
- trudny w sterowaniu (kocioł tradycyjny),
- konieczność wykonania instalacji CO (kocioł centralny),
- konieczność stałego nadzoru człowieka,
- bardzo wysoki poziom emisji zanieczyszczeń,
- kotły ładowane ręcznie umożliwiają spalanie w nich odpadów, co jest niezwykle szkodliwe dla zdrowia ludzi i środowiska,
- niskie koszty pozyskiwania energii,
- nie wszędzie dozwolone do użytku, ze względu na regionalną politykę środowiskową.

#### Kocioł centralnego ogrzewania opalany gazem
Od kotła węglowego różni go znacząco charakter opału, co pozwala w większym stopniu dokonać automatyzacji procesu spalania.
Wady i zalety:
- konieczność wykonania instalacji CO,
- łatwość sterowania (automatyka),
- czyste spaliny,
- czysta kotłownia,
- wysoka sprawność energetyczna (kotły kondensacyjne),
- możliwa współpraca z systemem solarnym (spadek zużycia gazu),
- wyższe koszty eksploatacji,
- wymaga podłączenia do sieci gazowej lub zamontowania zbiornika na gaz.

#### Kominek
Pod koniec XX wieku powróciła moda na kominki, które są efektownym elementem wystroju wnętrz. Nowoczesne kominki mają niewiele wspólnego z niskosprawnymi poprzednikami, posiadają:
- zamykane palenisko (większa efektywność spalania i bezpieczeństwo) – niejednokrotnie z tzw. „zimną szybą”,
- system odprowadzania ciepła (czasami z obiegiem wymuszonym), tak aby jak najmniej energii było oddawane do atmosfery razem ze spalinami,
- system zabezpieczeń,
- regulację płomienia.

Ze względu na wykorzystywane źródło energii, wyróżnia się kominki elektryczne, gazowe i na paliwa stałe.
Wady i zalety:
- efektowny element wystroju,
- konieczność częstego dokładania paliwa stałego,
- różne koszty produkcji energii, w zależności od wykorzystywanego paliwa,
- kominki na paliwa stałe emitują bardzo dużo zanieczyszczeń,
- drewno błędnie uznawane jest za „czyste paliwo”,
- kominki na paliwa stałe nie wszędzie są dozwolone do użytku, ze względu na regionalną politykę środowiskową.

### Ogrzewanie elektryczne
Wady i zalety:
- łatwość sterowania,
- niskie koszty instalacji przyłącza,
- wysoka sprawność,
- zróżnicowany koszt jednostkowy energii: a) duży – wykorzystanie standardowych taryf za energię elektryczną, b) średni – wykorzystanie specjalnych taryf o niższej cenie energii elektrycznej, c) niski – wykorzystanie energii elektrycznej wyprodukowanej z OZE (odnawialne źródła energii)
- brak emisji zanieczyszczeń do powietrza.

## Alternatywne źródła energii cieplnej
Alternatywne źródła energii charakteryzują się zmniejszonym negatywnym oddziaływaniem (względem tradycyjnych źródeł) na środowisko naturalne, poprzez zmniejszenie emisji szkodliwych substancji, lub wykorzystanie odnawialnych źródeł energii.

### Wykorzystanieenergii słonecznej
Możliwe jest wykorzystywanie energii słonecznej do zaspokojenia potrzeb grzewczych budynków. Rozróżnia się pasywne i aktywne systemy ogrzewania słonecznego, w zależności od tego, czy do wykorzystania energii słonecznej konieczne jest zużycie energii z innego źródła. Do systemów pasywnego ogrzewania słonecznego zalicza się kolektory słoneczne w instalacji grawitacyjnej oraz duże okna w południowej elewacji budynku o dobrych współczynnikach przenikania energii słonecznej.
Ponieważ podaż energii słonecznej przypada głównie w ciągu lata oraz wiosną i jesienią, a w trakcie sezonu grzewczego ich wydajność znacznie spada, kolektory słoneczne są zazwyczaj stosowane wyłącznie do produkcji ciepłej wody użytkowej. Mogą one również wspomagać niskotemperaturowe systemy centralnego ogrzewania (np. ogrzewanie podłogowe).
W polskim klimacie możliwe jest wykorzystanie zysków grzewczych z energii słonecznej jako źródła energii dla budynków pasywnych.
Wady i zalety:
- duże uzależnienie od pogody i położenia geograficznego,
- bardzo niskie koszty jednostki energii,
- rzadko są jedynym źródłem energii cieplnej,
- brak negatywnego wpływu na środowisko naturalne,
- łatwy montaż kolektorów słonecznych,
- ograniczenie do instalacji niskotemperaturowych (podłogowych, ściennych),
- wysoki koszt inwestycji.

### Pompa ciepła
Energię uzyskuje się stosując pompę ciepła, która wymusza obieg energii cieplnej ze źródła zimniejszego do ogrzewanego budynku. Zastosowanie tego urządzenia umożliwia korzystanie z energii zmagazynowanej w gruncie, wodzie lub powietrzu których energia wynika z działania słońca. Takie ogrzewanie nie ma nic wspólnego z gorącymi źródłami ani z wykorzystaniem energii geotermalnej.
Nośnikiem energii, który napędza pompę ciepła, w większości wypadków jest energia elektryczna. Jedynie w pojedynczych przypadkach pompa ciepła napędzana jest przez silnik spalinowy zasilany gazem ziemnym.
Wady i zalety:
- wysoka sprawność energetyczna w porównaniu z tradycyjnymi źródłami ciepła[3],
- bardzo niskie koszty jednostki produkowanego ciepła,
- wysoki koszt inwestycyjny, zwłaszcza wykonania wymiennika ciepła w gruncie,
- niskie koszty eksploatacji,
- brak emisji szkodliwych substancji w miejscu stosowania urządzenia.

### Spalaniebiomasy
Biomasa może być wykorzystywana jako paliwo do urządzeń grzewczych. Dużą zaletą biomasy jest również dużo mniejsza zawartość siarki, w przeciwieństwie do ropy czy węgla kamiennego. Spalane mogą być między innymi:
- drewno – polana, zrębki, pellety,
- słoma – bele lub kostki słomy, brykiet słomiany,
- biogaz albo gaz drzewny otrzymywany z biomasy.

Wady i zalety:
- paliwo dostępne jest zazwyczaj w niedużej odległości od miejsca wykorzystania – nie ma konieczności transportu jak w przypadku węgla,
- ceny biomasy, zwłaszcza różnego rodzaju odpadów, są zazwyczaj niższe od innych paliw,
- emisję dwutlenku węgla ze spalania biomasy uważa się za zerową, a zatem nieprzyczyniającą się do efektu cieplarnianego.

## Ograniczanie zużycia energii
Ograniczenie zużycia energii jest istotnym elementem prawidłowej polityki ogrzewania domu. Zużycie energii powinno się ograniczać ze względu na:
- negatywne oddziaływanie na środowisko naturalne,
- zbędne nakłady finansowe.

Zużycie energii można ograniczyć stosując metody zapobiegawcze:
- aktywne, tzn. bezpośrednio reagujące na zmieniające się warunki (np. regulacja),
- pasywne lub stałe (np. izolacja termiczna ścian zewnętrznych, drzwi, okien i dachu).

### Regulacja

#### Regulacja lokalna – zawór (z głowicą termostatyczną)
Regulacja lokalna polega na instalacji zaworu (mechanicznego lub elektronicznego) lub zaworu z głowicą termostatyczną na grzejniku lub na dopływie energii do grzejnika. Zawór z głowicą posiada skalę w stopniach Celsjusza lub w innych liczbach, np. 0–5. Spotyka się też dwa zawory i przełącznik „dzień/noc”. Zawór kontroluje dopływ czynnika grzewczego wyłącznie do grzejnika, natomiast rury instalacji CO (piony) mogą pozostać gorące i nagrzewać w sposób niepożądany pomieszczenie.
Działanie zaworu z głowicą:
- załączony/wyłączony – odcina dopływ energii (np. ciepłej wody, prądu) w momencie wykrycia temperatury „górnej” w ramach przyjętych widełek dokładności (zależnych od rodzaju grzejnika), a włącza dopływ energii po wykryciu temperatury „dolnej”. Dla dobrej jakości elektrycznych grzejników konwekcyjnych widełki (czyli faktycznie wahania temperatury w pomieszczeniu) wynoszą 0,5 °C,
- płynna regulacja – zmniejszenie przepływu energii (np. wody) do poziomu pozwalającego utrzymać żądaną temperaturę (głowica ogranicza lub zwiększa dopływ czynnika grzejnego w zależności od potrzeby),
- przełączenie pracy grzejnika – np. zmiana liczby elementów grzejnych (najczęściej stosowana w grzejnikach elektrycznych),
- zabezpieczenie przeciw zamarzaniu – przy głowicy termostatycznej ustawionej na pozycji oznaczonej gwiazdką dopływ energii jest całkowicie zamknięty; w razie spadku temperatury w pomieszczeniu poniżej 0 °C głowica otwiera zawór lub włącza grzejnik zapobiegając przemarzaniu pomieszczenia.

Innym przykładem regulacji lokalnej jest układ sterujący systemem grzewczym opartym na rozproszonych źródłach energii takich jak na przykład promienniki i nagrzewnice gazowe, gdzie na jednej hali kilka lub kilkadziesiąt urządzeń łączone działają w odniesieniu do kilku lub kilkunastu punktów pomiaru temperatury, dzięki czemu każde źródło energii, promiennik czy nagrzewnica, może bezpośrednio reagować na lokalne wahania temperatury.

#### Regulacja centralna
Regulacją centralną nazywane są mechanizmy pozwalające z jednego punktu domu wpłynąć na zmianę temperatury we wszystkich lub dowolnie wybranych punktach grzewczych poprzez:
- oddziaływanie (zdalne sterowanie) urządzeniami do regulacji lokalnej – rozwiązanie to stosowane jest w grzejnikach elektrycznych,
- zmianę ilości dostarczanego ciepła do punktów grzewczych – rozwiązanie stosowane w systemach centralnego ogrzewania, w wyniku:
  - zmniejszenia temperatury wody,
  - cyklicznego włączania i wyłączania dopływu energii (stosowane również w grzejnikach elektrycznych).